# Ballymaloe House
Restaurant The Yeat's Room van Ballymaloe House is een restaurant gevestigd in Shanagarry in County Cork, Ierland, dat één Michelinster mocht dragen in de periode 1975 tot en met 1980.
De keuken van Ballymaloe House is modern-Iers.
De oudste sporen van Ballymaloe House dateren uit circa 1450, toen een Normandisch kasteel werd gebouwd. Na vele sloop- en bouwwerkzaamheden ontstond rond 1820 het huidige complex. Na die datum is slechts beperkt bijgebouwd in 1990 en 2000.
In 1964 werd de oude dinerzaal als restaurant The Yeat's Room in gebruik genomen. In 1967 werden de eerste kamers in gebruik genomen door gasten. In 1983 kwam uit het restaurant de Ballymaloe Cookery School voort.
Chef-kok van Ballymaloe House in de grote tijd was Myrtle Allen. Tegenwoordig is Jason Fahey chef-kok.